# Arcadia, Kansas
Arcadia är en ort i Crawford County i Kansas. Vid 2010 års folkräkning hade Arcadia 310 invånare.